# Strobo (banda)
Strobo é uma banda de pop rock brasileira.

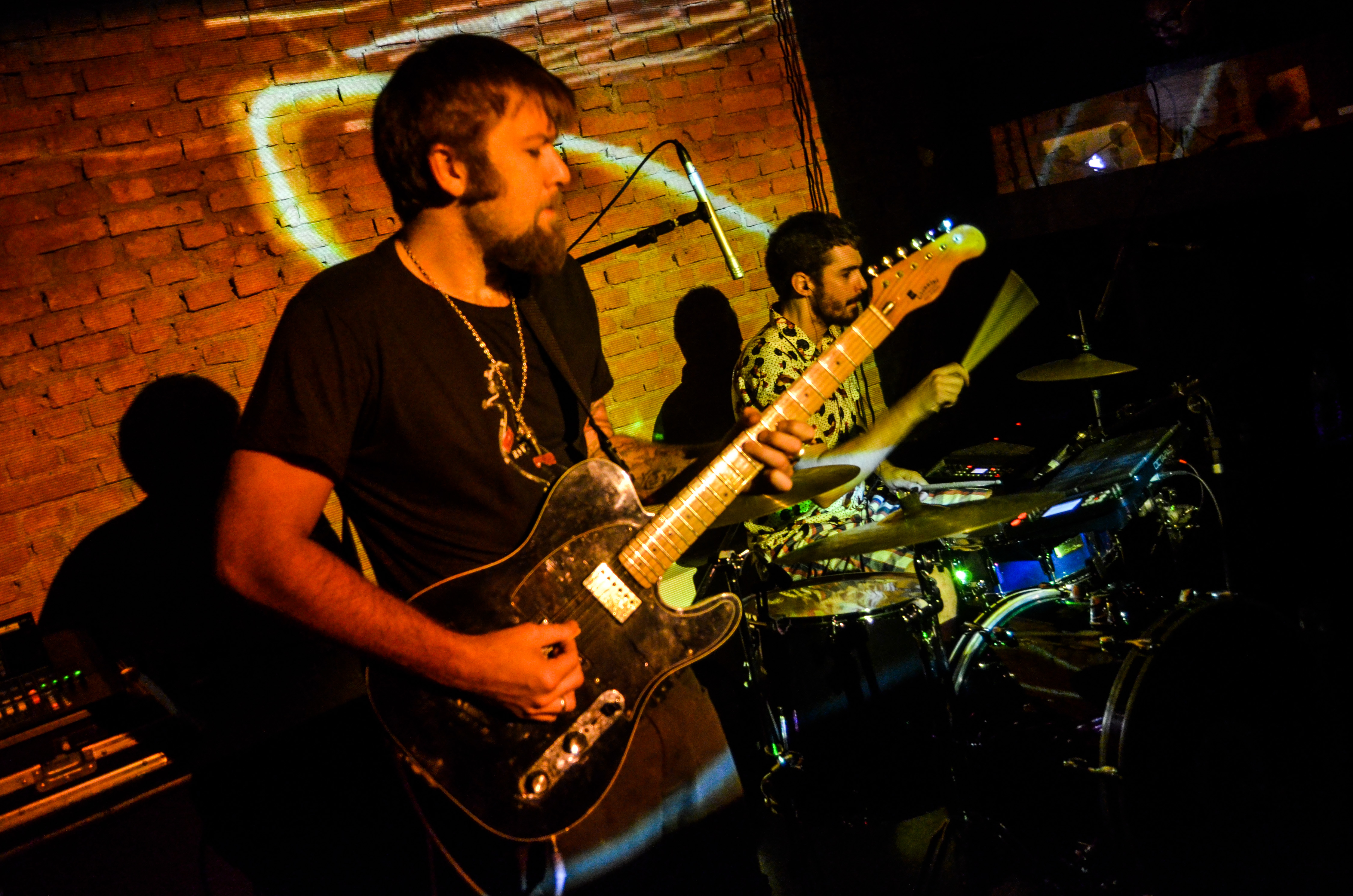
Apresentação da banda Strobo no show casa DAMA em São Paulo, em 10 de outubro de 2015.

Em 2012, foi lançado o primeiro álbum de estúdio chamado Delírio Cromático, e o outro lançado recentemente, intitulado Mamãe Quero Ser Pop, disponível em várias plataformas digitais, como iTunes, Deezer, Spotify e Soundcloud. A banda foi formada em Belém, em 2011, por Léo Chermont e Arthur Kunz, Strobo foi indicado em 2013 para a categoria banda revelação do 20º Prêmio Multishow.
Em 2019, Strobo lançou outro single Ninguém com a participação da banda Os Amantes, membro principal do grupo Jaloo.

## Discografia

### Álbuns de estúdio
- Delírio Cromático (2012)
- Mamãe Quero Ser Pop (2014)

## Prêmios
| Ano  | Prêmio                                | Categoria        | Ref   |
| ---- | ------------------------------------- | ---------------- | ----- |
| 2013 | Prêmio Multishow de Música Brasileira | Revelação do ano | [ 4 ] |